# Faouzi Lahbi
Faouzi Lahbi (Marruecos, 2 de marzo de 1960) es un atleta marroquí retirado especializado en la prueba de 800 m, en la que consiguió ser medallista de bronce mundial en pista cubierta en 1987.

## Carrera deportiva
Compitió en el Campeonato Mundial de 1983. En el Campeonato Mundial de Atletismo en Pista Cubierta de 1987 ganó la medalla de bronce en los 800 metros, con un tiempo de 1:47.79 segundos, tras el brasileño José Luiz Barbosa y el soviético Vladimir Graudyn. Ese mismo año a nivel regional, obtuvo la medalla de oro en los Juegos Mediterráneos.